# 内モンゴル人民革命党粛清事件

内モンゴル自治区

東北三省

新疆ウイグル自治区

青海省

甘粛省

内モンゴル人民革命党粛清事件（うちモンゴルじんみんかくめいとうしゅくせいじけん）は、1966年から1976年にかけて (文化大革命)、モンゴル人数十万人が中国共産党によって粛清された事件。　

## 概要
南モンゴル（内モンゴル）に居住するモンゴル人は、1920年代から30年代にかけて、外モンゴルにおけるモンゴル革命の影響を受けて、南北モンゴルの統一を目指した組織内モンゴル人民革命党（内人党）を結成した。その後組織は崩壊したが、満洲国崩壊後は興安総省において東モンゴル自治政府が成立すると再組織され、内外モンゴルの統一を目指し活動を行った。しかしその後、中国共産党のウランフ（烏蘭夫）の画策により内モンゴル人民共和国と東モンゴル自治政府は内モンゴル自治政府に再編され、1946年4月に承徳で内外モンゴル統一の代わりに東西モンゴル統一を掲げることが決定され、内モンゴル人民革命党は中国共産党に吸収される形で解党された。
1949年に中華人民共和国が建国されると、内モンゴル自治区には漢民族の大量移住が行われ自治区内におけるモンゴル人の人口比率は大幅に減少した。1960年代になり中ソ対立が顕在化すると「内外モンゴルの統一」を口実にソ連の介入を招きかねない内モンゴルの自治は徹底的な弾圧を受けることとなる。1966年に開始された文化大革命で内モンゴルへの中央からの介入がより強化され、7月12日、鄧小平は内モンゴル自治区主席であったウランフを呼び出し、「内外モンゴル統一を企む民族分裂主義者」「現代の王公となって独立王国を築こうとしている」などと攻撃して失脚させた。内モンゴルでは内人党分子とされたモンゴル人が弾圧された。
こうした混乱は続き1969年には内モンゴル自治区に軍政施行、内モンゴル生産建設兵団が組織的に送り込まれ、1970年には内モンゴル自治区は廃止され周辺各省により分割された。
1966年から1976年にかけて中国政府は内モンゴル自治区（南モンゴル）、新疆ウイグル自治区（東トルキスタン）、青海省（チベット）、甘粛省、東北三省（満洲）に先住していたモンゴル人に対して「分裂主義者」「地域国粋主義者」などの罪名のもとで70万から80万人を投獄し、5万人から十数万人を殺害した。これは当時の内モンゴル自治区の人口の6割以上を占める。
1979年になり内モンゴル自治区は再設置され、ウランフも名誉回復されたが、内モンゴル独立運動は徹底的に弾圧された。
2010年、この事件を追及した楊海英の著作、『墓標なき草原 内モンゴルにおける文化大革命・虐殺の記録』が司馬遼太郎賞を受賞した。楊海英はまた同粛清事件に関する第一次資料を編集し、2019年までに合計12冊を風響社から刊行している。内モンゴル人民革命党粛清事件に端を発したモンゴル人大量虐殺事件は現在、ジェノサイドとして国際社会から認められている。

## 関連文献
- 楊 海英 (2010). モンゴル人ジェノサイドに関する基礎資料  ２  内モンゴル人民革命党粛清事件  内モンゴル自治区の文化大革命. 風響社. p. 113. ISBN 978-4-89489-882-0
- 楊 海英 (2009). モンゴル人ジェノサイドに関する基礎資料 1: 滕海清将軍の講話を中心に. 風響社. ISBN 4894898810
- 楊 海英 (2009). 墓標なき草原(上) 内モンゴルにおける文化大革命・虐殺の記録. 岩波書店. ISBN 4000247719
- 楊 海英 (2009). 墓標なき草原(下) 内モンゴルにおける文化大革命・虐殺の記録. 岩波書店. ISBN 4000247727